# Cornus wardiana
Cornus wardiana — вид квіткових рослин з родини деренових (Cornaceae).

## Біоморфологічна характеристика
Це напівкущ. Стебла до 10 см; кореневища здерев'янілі, ≈ 1.5 мм у діаметрі; розширені кореневища рожеві або білі; лускоподібні листки на кореневищі попарні, від широкого трикутника до округлих, від білуватого до коричневого, 2–3 мм × 2 мм. Стебло надземних пагонів з 4–6(7) парами листків, зелене, квадратне. Листки вічнозелені, стійкі, шкірясті, збільшуються в розмірах від базальної пари до верхніх пар, але часто кінцева пара дещо менша за субтермінальну пару або пари, від 8 мм × 6 мм у базальному вузлі до 35 мм × 25 мм у найбільшому; пластинка від широкої еліптичної до майже округлої форми, абаксіальна (низ) поверхня пластинки блискуча блідо-зелена з розкиданими волосками, край закручений, цілісний; листкова ніжка коротка, сплощена. Суцвіття кінцеві, що складаються з 20–25 квіток. Чашолистків 4, загострених/трикутних ≈ 0.2 мм; пелюсток 4, ланцетні, округлі, загнуті на верхівці, фіолетові, ≈ 1.5 мм; тичинок 4; нитки голі ≈ 1.5 мм; пиляки ≈ 0.25 мм, рожеві.

## Поширення
М'янма. Населяє високі гори; це наземний або низький епіфіт у межах 3 метрів над землею у вологому сфагновому моху або рідше на валунах у більш сухих ситуаціях з Hylocomium, у підліску лісів помірного поясу, де домінує Abies.